# Dnopherula phippsi
Dnopherula phippsi är en insektsart som först beskrevs av Llorente del Moral 1963.  Dnopherula phippsi ingår i släktet Dnopherula och familjen gräshoppor. Inga underarter finns listade i Catalogue of Life.